# Campionati del mondo Ironman del 1985
I Campionati del mondo Ironman del 1985 hanno visto trionfare per la seconda volta tra gli uomini lo statunitense Scott Tinley, davanti al connazionale Chris Hinshaw e allo svizzero Carl Kupferschmid, quest'ultimo primo europeo nella storia a salire sul podio della competizione.
Tra le donne si è laureata campionessa del mondo la statunitense Joanne Ernst.
Il vincitore della competizione maschile, Scott Tinley ha registrato il tempo record nella competizione, chiudendo con un tempo finale di 8:50:54 e abbassando di più di tre minuti il precedente record appartenente a Dave Scott nell'edizione del 1984.
Si è trattata della 9ª edizione dei campionati mondiali di Ironman, che si tengono annualmente dal 1978 con una competizione addizionale che si è svolta nel 1982. I campionati sono organizzati dalla World Triathlon Corporation (WTC).

## Ironman Hawaii - Classifica

### Uomini
| Pos. | Tempo   | Nome              | Paese          | Ripartizione tempi | Ripartizione tempi | Ripartizione tempi | Ripartizione tempi | Ripartizione tempi |
| Pos. | Tempo   | Nome              | Paese          | Nuoto              | T1                 | Bici               | T2                 | Corsa              |
| ---- | ------- | ----------------- | -------------- | ------------------ | ------------------ | ------------------ | ------------------ | ------------------ |
|      | 8:50:54 | Scott Tinley      | Stati Uniti    | 0:55:13            | 0:00               | 4:54:07            | 0:00               | 3:01:33            |
|      | 9:16:40 | Chris Hinshaw     | Stati Uniti    | 0:49:53            | 0:00               | 4:57:50            | 0:00               | 3:28:56            |
|      | 9:26:32 | Carl Kupferschmid | Svizzera       | 1:11:47            | 0:00               | 5:10:35            | 0:00               | 3:04:09            |
| 4    | 9:32:15 | Hannes Blaschke   | Germania Ovest | 1:03:24            | 0:00               | 5:02:13            | 0:00               | 3:26:36            |
| 5    | 9:35:14 | Tom Charles       | Stati Uniti    | 1:02:23            | 0:00               | 5:28:09            | 0:00               | 3:04:41            |
| 6    | 9:37:49 | Danny Banks       | Stati Uniti    | 0:51:58            | 0:00               | 5:06:56            | 0:00               | 3:38:54            |
| 7    | 9:38:10 | Mike Pigg         | Stati Uniti    | 0:57:52            | 0:00               | 5:23:12            | 0:00               | 3:17:06            |
| 8    | 9:43:09 | Klaus Barth       | Germania Ovest | 0:55:20            | 0:00               | 5:19:33            | 0:00               | 3:28:15            |
| 9    | 9:46:27 | Steven Mudgett    | Stati Uniti    | 1:01:53            | 0:00               | 5:26:03            | 0:00               | 3:18:31            |
| 10   | 9:47:22 | Michael Kirtley   | Stati Uniti    | 1:02:27            | 0:00               | 5:40:23            | 0:00               | 3:04:31            |

### Donne
| Pos. | Tempo    | Nome               | Paese       | Ripartizione tempi | Ripartizione tempi | Ripartizione tempi | Ripartizione tempi | Ripartizione tempi |
| Pos. | Tempo    | Nome               | Paese       | Nuoto              | T1                 | Bici               | T2                 | Corsa              |
| ---- | -------- | ------------------ | ----------- | ------------------ | ------------------ | ------------------ | ------------------ | ------------------ |
|      | 10:25:22 | Joanne Ernst       | Stati Uniti | 1:01:42            | 0:00               | 5:39:13            | 0:00               | 3:44:26            |
|      | 10:26:55 | Elizabeth Bulman   | Stati Uniti | 1:01:11            | 0:00               | 6:01:16            | 0:00               | 3:24:27            |
|      | 10:31:04 | Paula Newby-Fraser | Zimbabwe    | 0:59:38            | 0:00               | 5:54:26            | 0:00               | 3:36:59            |
| 4    | 10:36:36 | Nancy Harrison     | Stati Uniti | 1:21:04            | 0:00               | 5:40:38            | 0:00               | 3:34:54            |
| 5    | 10:47:35 | Sarah Springman    | Regno Unito | 1:06:49            | 0:00               | 5:45:41            | 0:00               | 3:55:04            |
| 6    | 10:48:41 | Kathleen McCartney | Stati Uniti | 1:16:54            | 0:00               | 5:48:35            | 0:00               | 3:43:11            |
| 7    | 10:55:03 | Bonnie Barton-Hill | Stati Uniti | 1:22:34            | 0:00               | 6:06:39            | 0:00               | 3:25:49            |
| 8    | 10:55:04 | Juliana Brening    | Stati Uniti | 0:57:51            | 0:00               | 5:50:56            | 0:00               | 4:06:16            |
| 9    | 11:03:26 | Janet Greenleaf    | Stati Uniti | 0:58:19            | 0:00               | 5:57:50            | 0:00               | 4:07:16            |
| 10   | 11:03:52 | Elizabeth Nelson   | Stati Uniti | 1:21:23            | 0:00               | 6:00:55            | 0:00               | 3:41:32            |

## Ironman - Risultati della serie

### Uomini
| Evento      | Oro           | Tempo   | Argento        | Tempo   | Bronzo         | Tempo   |
| New Zealand | Scott Molina  | 7:40:49 | Marc Suprenant | 7:57:22 | Don Jacobs     | 8:23:40 |
| Australia   | Grant Boswell | 9:09:58 | Marc Dragan    | 9:24:14 | Stephen Foster | 9:35:07 |

### Donne
| Evento      | Oro             | Tempo    | Argento          | Tempo    | Bronzo           | Tempo    |
| New Zealand | Michelle Gammie | 10:00:33 | Robyn Black      | 10:04:18 | Beth Davis       | 10:05:44 |
| Australia   | Erin Baker      | 9:53:45  | Patricia Puntous | 10:34:36 | Sylviane Puntous | 10:53:31 |

## Calendario competizioni
| Progr. | Data          | Evento              | Sede                                   | Nazione       |
| ------ | ------------- | ------------------- | -------------------------------------- | ------------- |
| 1      | 16 marzo 1985 | Ironman New Zealand | Taupo                                  | Nuova Zelanda |
| 2      | 30 marzo 1985 | Ironman Australia   | Forster/Tuncurry, Nuovo Galles del Sud | Australia     |